# Villa Gahmberga

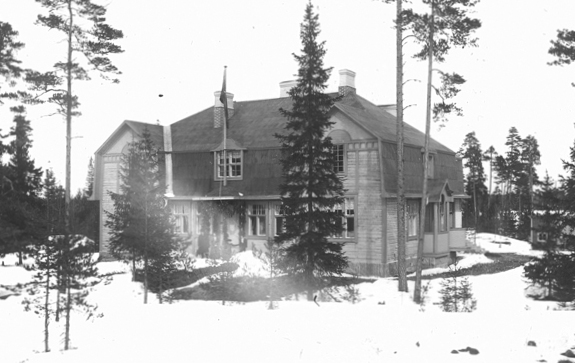
Villa Gamberga 1907.

Villa Gahmberga eller Klostret är en kulturhistoriskt värdefull trävilla i jugendstil i Grankulla stad i Finland. Villan är byggd 1907 och planerades av arkitekt Bertel Jung. Byggnaden ligger på Kavallvägen 12–14 och ägs av Grankulla stad. Villan byggdes för änkefru Sofia Gahmberg, som också gett villan dess namn. Hon bodde där med sina två döttrar.
År 1917 sålde Sofia Gahmbergs dotter Märtha byggnaden till Grankulla samskola och byggde en mindre villa på granntomten som hon kallade Lill-Gahmberga. Åren 1917–1943 fungerade Villa Gahmberga som flickinternat för Grankulla samskola, vilket är upphovet till villans andra namn, Klostret. Flickorna på internatet kallades givetvis för nunnor. Under andra världskriget användes villan av armén för radiospaning 1941–1944. Klostret fungerade som radiospaningens högkvarter. Ett minnesmärke över detta har rests framför Villa Gahmberga. Efter freden bodde Grankulla samskolas lärare i villan fram till 1970-talet. Numera erbjuder villan bostäder för anställda vid Grankulla stad efter att villan övergick i kommunens ägo i och med grundskolereformen 1977.
Klostret utgör en betydande del av Grankullas historia och den ingår i den nationellt värdefulla kulturmiljön "Gallträsk villaområde". 
Villa Gahmbergas övre våning förstördes i en brand 14 augusti 2011 och nedre våningen fick rök- och vattenskador.. Byggnaden ska repareras till sitt ursprungliga skick under 2012.